# Товариш Огілві

Фото Товариша Огілві, показане у фільмі «1984» режисера Майкла Редфорда. Напис під фотографією:
«Мол. л-т Н. Оґілві, 12 армія, загинув 13.1.1971 на Арктичному фронті»

«Товариш Огілві»  (англ. Comrade Ogilvy, ім'я іноді також зустрічається в помилковій формі Comrade Ogilvie) — персонаж роману-антиутопії Джорджа Орвелла «1984». Його вигадане життя лише побіжно описується на трьох сторінках роману його головним героєм, сам же він у романі не з'являється і є прикладом того, як життя людини, яка годину тому не існувала, перетворюється на незаперечний факт і своєрідну сатиру Орвелла на засоби масової інформації та їх співробітників, які займаються обскурантизмом — приховуванням дійсно важливих новин під пластом несуттєвої нісенітниці, і в цій своїй діяльності не зупиняються навіть перед містифікаціями.

## Персонаж
Примітка: Біографічну інформацію про Огілві взято з роману «1984».
Сам «Товариш Огілві» ніколи не існував насправді, його персону просто вигадав головний герой роману, співробітник Міністерства правди, Вінстоном Смітом, завданням якого було переписування вже опублікованих газетних статей відповідно до ситуації поточного політичного моменту і на догоду панівному політичному курсу. Вінстон отримує завдання переписати статтю, що вийшла в грудні минулого року, про товариша Візерса, видатного члена внутрішньої партії, який нагороджений орденом «За видатні заслуги» другого ступеня, але незабаром впав у немилість і швидко зник, — тобто фактично був заарештований і, ймовірно, страчений (на що натякає фраза «refs unpersons»), ставши свого роду персоною нон ґрата, всі згадки про яку слід негайно знищити, зокрема з газет і з архівів. Вінстон вирішує замінити статтю про товариша Візерса текстом на абсолютно абстрактну тему і після довгих безплідних роздумів він у пориві творчого натхнення швидко надиктовує на машинописець героїчну біографію Товариша Огілві.

### Біографія Товариша Огілві
Товариш Огілві, — як оповідає про нього сам Вінстон — вів патріотичний і доброчесний (на думку керівної номенклатури Океанії) спосіб життя. У віці трьох років він відмовився від усіх іграшок, крім барабана, іграшкового автомата і вертольота. У віці шести років вступив до молодіжної організації «Розвідники» (дитячо-юнацька організація у віданні держави, яка вселяє дітям необхідність стежити за батьками і взагалі за дорослими людьми, які поводяться «незвично»), на рік раніше від установленого в організації віку вступу (в «Розвідники» брали з семи років), у дев'ять років він вже став командиром загону. В одинадцять років видав свого дядька поліції думок після підслуховування його розмови. У віці сімнадцяти років він став районним керівником Молодіжної антистатевої спілки. У віці дев'ятнадцяти років сам змайстрував ручну гранату, прийняту на озброєння Міністерством миру, яка в ході перших випробувань вбила тридцять одну людину з числа євразійських військовополонених. У віці двадцяти трьох років він зник безвісти (за оригінальним текстом Вінстона — загинув — у водах Індійського океану в ході повітряного бою, після того як вертоліт, на якому він летів, був атакований винищувачем-перехоплювачем противника. Переслідуваний євразійськими винищувачами, Огілві зняв з турелі кулемет, схопив важливі секретні документи, які перевозив, і стрибнув з вертольота прямо у відкритий океан і разом з донесеннями та іншим пішов на дно, щоб уникнути полону, допиту і, найголовніше, втрати секретних документів, які могли дістатися ворогові.
Трохи пізніше Старший Брат у своєму відеозверненні до народу Океанії додав кілька ремарок до портрета Товариша Огілві: про бездоганність його життя і ту цілеспрямованість, з якою він полював на ворожих шпигунів, диверсантів, думкозлочинців і зрадників, — адже їх пошук і винищення, як і знищення ворожої держави Євразії, були єдиною метою його героїчного життя. Єдиним предметом розмови для нього були принципи ангсоцу. Єдиною розвагою для нього була година, яку він щодня проводив у спортзалі, оскільки ще в юності Огілві відмовився від куріння і алкоголю. Він прийняв обітницю безшлюбності, оскільки був переконаний, що шлюб і сімейні турботи несумісні з відданістю службі двадцять чотири години на добу, сім днів на тиждень.

### Роздуми головного героя
Створення Огілві відкриває очі Вінстону і читачам роману на те, як засоби масової інформації можуть легко «створити» видатного члена партії буквально з повітря, і яка рішучість партії, в тому щоб видалити всі свідчення і взагалі будь-яку інформацію про Візерса, який тепер уже «ніколи не існував», і при цьому Вінстон відчуває величезне внутрішнє задоволення через винайдення Товариша Огілві. Його вразила своєю дивністю думка, що можна вигадати мертву людину, але не можна зробити того самого з живим. Вінстон усвідомлює, що він сам фактично «створює» історію.
Вінстон роздумував також над нагородженням Товариша Огілві орденом «За видатні заслуги», але вирішив все-таки не нагороджувати, оскільки це потребувало б зайвих перехресних посилань. Вінстон попутно розмірковував і про те, що він не матиме навіть можливості перевірити, чи буде його редакція грудневої статті прийнята в кінцевому підсумку, оскільки починає підозрювати, що інші співробітники його відділу отримали те саме завдання, як наприклад, Тіллотсон, який сидить навпроти, але при цьому в нього з'являється тверда впевненість, що прийнято в підсумку буде саме його версію.

### Характеристика автора
Сам Орвелл так характеризує Товариша Огілві в романі:
Товариш Огілві ніколи не існував у сучасності, а тепер існує в минулому — і, ледь зітруться сліди підробки, буде існувати так само істинно й беззаперечно, як Карл Великий і Юлій Цезар.
Оригінальний текст (англ.)
Comrade Ogilvy, who had never existed in the present, now existed in the past, and when once the act of forgery was forgotten, he would exist just as authentically, and upon the same evidence, as Charlemagne or Julius Caesar.

## Оцінки літературознавців
За версією журналу «Тайм» Товариш Огілві є прикладом ідеального громадянина вигаданої тоталітарної держави Океанія. Американський літературний критик Джордж Стайнер, який сам у минулому писав матеріали для «The New Yorker», «The Guardian» і низки інших західних видань, аналізуючи епізод про Товариша Огілві (подвійно примітно, що своїй рецензії на роман «1984» він дав назву «Убиваючи час»), коротко переказавши подробиці епізоду, задається риторичним питанням: «Чи слід нам вважати, що наша власна історія — неперевірна містифікація?» Американський публіцист і літературний критик, професор Стівен Картер, на основі епізоду про Товариша Огілві у притаманній йому жартівливій формі виділяє в романі «1984» дві форми історичного ревізіонізму: видалення з історії «поганих хлопців» з подальшою заміною їх вигаданими «хорошими хлопцями», а вже сам факт того, що Товариша Огілві просто не існує — нехай навіть не існує і Старшого Брата — не дуже важливий. Американський літературний критик, професор англійської мови при університеті Сассекса, Меттью Годґарт називає створення Вінстоном Товариша Огілві найпримітнішим проявом «китайського стилю» у творчості Орвелла, де Огілві виступає алегорією маоїстських ідеалів.
Канадський дослідник з Лаурентійського університету Майкл Єо показує в своєму дослідженні, що відданість партії поставлена вище власної сім'ї укупі зі старанним викоріненням інакодумців хоч і не називаються прямо чеснотами, але при цьому ставляться за приклад обивателям. І історія геройського життя і смерті Товариша Огілві від початку розрахована на приховане просування ідей лояльності до партії і «полювання на відьом» у маси. І при цьому, на думку Єо, вельми хрестоматійним з боку Орвелла було зробити так, щоб справи двох ключових персонажів роману, які хоч і працюють у формально абсолютно різних напрямках (Вінстон, як ми знаємо з роману, працює у відділі документації, тоді як Джулія зайнята в літературному-художньому відділі), перетиналися, — це Орвелл зробив для того, щоб підкреслити взаємозамінність факту і вигадки в пропагандистських цілях. І новина дня з оповіддю про Товариша Огілві, насправді є сфабрикованою, фактично — тією ж художньою вигадкою, але, разом з тим, подавана як документальна інформація, гарно показує що які б вигадки не складали співробітники з різних відділів Мініправа — вони можуть слугувати дуже багатьом цілям. Британський літературний критик Малколм Пітток зазначає, що, створивши Товариша Огілві, Вінстон не просто сфальсифікував історію, а й допоміг режиму в справі спотворення загальнолюдських цінностей, оспівавши зраду Огілві свого дядька. Італійський літературознавець і дослідник антиутопічних творів світової літератури Марко Франкалаччі звертає увагу на те, що Товариш Огілві є результатом справжньої творчості і при цьому чудово вписується в логіку влади, адже він є саме тим, що їм потрібно — героєм, вірним ученню ангсоцу. Франкалаччі ототожнює Товариша Огілві з іншими неособами, з тією лише різницею, що він справжня неособа, оскільки дійсно ніколи не існував, а інші лише стали такими завдяки видаленню з будь-яких матеріальних джерел.
Білоруський тележурналіст Олександр Зимовський називає Товариша Огілві яскравим і кумедним персонажем, який постає перед читачами ідеальним соціально активним громадянином сучасного суспільства, звихнувшись на боротьбі з курінням і випивкою.

### Реальні прототипи
Професор Бернард Крік зазначає, що культовий епізод про героїчне життя і смерть Товариша Огілві Орвелл певною мірою скопіював із ситуації, яка склалась 1942 року навколо присудження, а потім загрози відкликання лицарського титулу в тодішнього Генерального директора BBC, — на яке тоді працював Орвелл, — сера Фредеріка Огілві. Огілві, в минулому учасник Першої світової війни — в якій він позбувся лівої ноги (війну закінчив у званні капітана від інфантерії), — потім довгий час пропрацював на різних викладацьких посадах у британських університетах, а 1938 року його, несподівано для всіх, запросили очолити BBC, де в його завдання входила реорганізація BBC для потреб воєнного часу. За роки керівництва Огілві, серед іншого, розроблено і впроваджено методики радіотрансляції на окупованих фашистами територіях і постійний моніторинг ворожих радіотрансляцій. За ці специфічні заслуги Огілві представлено до лицарського ступеня, який пізніше потрапив під загрозу відкликання, оскільки з'ясувались якісь подробиці його діяльності на посаді директора BBC, про які, втім, незабаром забули, а сама ситуація в авторській переробці Орвелла відбилась у роздумах Вінстона: нагороджувати чи не нагороджувати Товариша Огілві орденом «За видатні заслуги». Професор історії при Единбурзькому університеті Овен Дадлі Едвардс вважає, що Оруелл, судячи з усього, знав про те, що під час підготовки деяких з репортажів BBC часів Другої світової війни, замість ретельно приховуваної реальності, використовувалися сфабриковані матеріали, або ж реальні випадки, які обросли найнеймовірнішими героїчними подробицями.
Як зазначає професор політичних наук при університеті Стерлінга Стівен Інгл, розум обивателя сам схильний створювати героїчні образи таких ось «товаришів Огілві», і, створюючи їх, «витирати» з пам'яті звичайних персонажів на зразок того ж Вінстона Сміта, тобто самих себе.

## Історичні та сучасні паралелі
Знавець англійської літератури і один з найвідоміших дослідників творчості Дж. Орвелла, професор Ральф Ренальд зазначав, що в світі роману «1984» історія — це нісенітниця, а створення Вінстоном партійного героя, Товариша Огілві, має точну і абсолютно незрозумілу паралель в опублікованих щоденниках простого китайського солдата-комуніста Лей Фена, згодом передрукованих газетою «New York Times» і названих нею бестселером. У самому Китаї Лей Фена підносять як приклад для наслідування китайській молоді, хоча навіть сам факт його існування, за словами Ренальда, ґрунтується на тих самих доказах, що й життя і смерть Товариша Огілві, причому літературний персонаж Орвелла видається Ренальду значно реальнішим і невигаданим, ніж творіння китайського агітпропу. Як зазначає науковий співробітник Оксфордського університету Катріона Келлі, пасаж про вигадку військового героя є пародією Орвелла на сталінську і одночасно на геббельсівську пропаганду, сам Товариш Огілві і, зокрема, епізод його героїчної загибелі, на думку Келлі, має більш ніж явну схожість із Олександром Матросовим, а епізод із видачею рідного дядька поліції думок нагадує іншого героя радянської пропаганди — Павлика Морозова.
Росс Грешем, редактор американського журналу «War, Literature & the Arts» у своїй статті «Діра в пам'яті опановує нами» описує шум, що піднявся навколо загибелі і подальшого розслідування обставин загибелі Пета Тіллмана, відомого американського спортсмена, який під враженням від терактів 11 вересня 2001 року (точніше — під враженням від їх висвітлення в американських ЗМІ) відкинув тримільйонний спортивний контракт і вирушив на службу в Ірак, а потім у Афганістан, виявив там залученість американських збройних сил до міжнародної опіумної торгівлі, після чого загадковим чином загинув і незабаром став чимось на зразок національної ікони в Сполучених Штатах. Центральні телеканали і друковані видання США широко висвітлювали офіційну історію його життя в контексті того, як треба любити Батьківщину, залишаючи поза увагою його розчарування в американських війнах в Іраку й Афганістані, в американській зовнішній політиці в цілому і навмисно відволікаючи увагу обивателів від обставин його загибелі. Грешем написав свій нарис як відповідь на численні захоплено-патріотичні публікації, зокрема на книгу Джона Кракауера «Там, де люди підносяться до слави: Одіссея Пета Тіллмана». Після смерті Тіллмана Армійська бюрократія швидко нагородила його Срібною зіркою посмертно за мужність і відвагу, проявлені в бою, хоча всі товариші по службі Тіллмана прекрасно знали, що це був так званий «дружній вогонь». Цей результат був точно таким, яким його передбачив сам Тіллман. Він сам передчував, що в разі його загибелі з нього зроблять фіктивного героя. Після вступу в армійські ряди добровольцем він відмовився від своєї медіа-популярності в Штатах і відмовив усім репортерам записати інтерв'ю з ним. Він не хотів будь-яких особливих ушанувань його самого, а так само і зробленого ним вибору, і він не хотів стати черговим Товаришем Огілві. Один з його товаришів по службі в Іраку пізніше згадував: «Він боявся, що якщо з ним щось трапиться, то люди Буша перетворять це на вуличний парад». Дослівно він сказав так: «Я не хочу, щоб вони носилися зі мною по вуличних парадів.» Він цього не хотів, але як тільки він загинув, то вже нічого не міг змінити.
Американський політолог Марк Вотресон багато в чому вбачає схожість між офіційною версією терактів 11 вересня 2001 року і життєписом Товариша Огілві, складеним Вінстоном Смітом — і те й інше, за словами Вотерсона, шите білими нитками.

## Концепція ідеального громадянина в романі «1984»

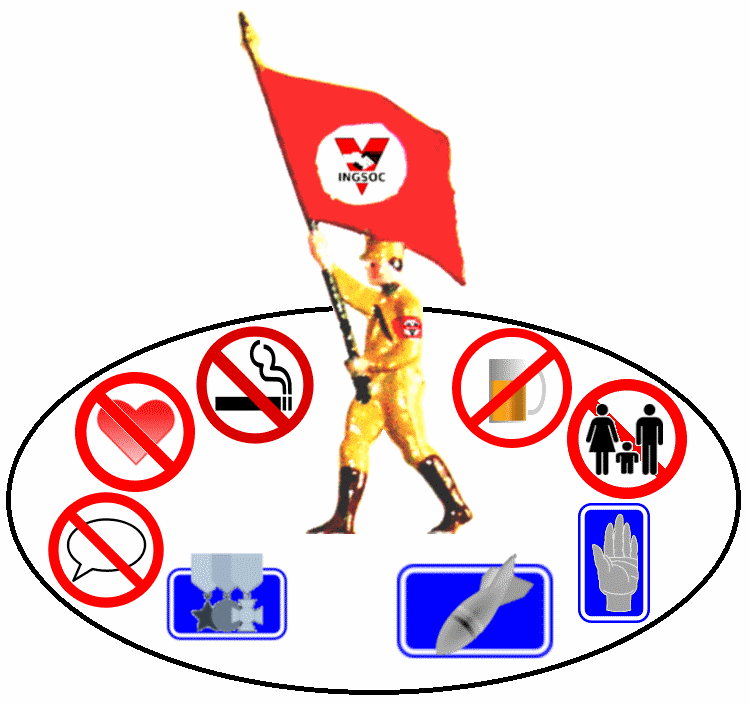
Концепція ідеального громадянина в романі Дж. Оруелла «1984» на прикладі життєпису Товариша Огілві

Як відзначають деякі з вищеназваних літературознавців, — зокрема Картер і Ходгарт, а також журнал «Тайм», — Орвелл на прикладі Огілві намагався показати читачам універсальну, для будь-якого тоталітарного режиму, концепцію ідеального громадянина, тобто такого, якого будь-яка недемократична влада в тій чи іншій формі намагається ставити в приклад пригнобленим нею ж іншим громадянам. Орвелл особливо акцентував на тому, що в справжній реальності, а не в тій фіктивній її копії, яку намагаються нав'язати казенні засоби масової інформації, ніякого ідеального громадянина не існує. Саме тому Товариш Огілві і постає в романі не як дійова особа, а як статична вигадка головного героя — співробітника агітпропу. Кажучи простою мовою, ідеальний громадянин, за Орвеллом, має такі якості:
- Не вживає спиртного і не палить.
- Активно і регулярно займається спортом.
- Налаштований вкрай патріотично стосовно до своєї країни і вкрай вороже стосовно до її країн-суперниць.
- Бере активну участь у політичному житті суспільства, тобто, у схваленому владою «політичному» житті.
- З раннього дитинства перебуває в дитячих і підліткових напіввійськових організаціях, контрольованих державою.
- Служить у збройних силах або в інших державних воєнізованих формуваннях, але неодмінно — служить, а не десь працює.
- Заперечує сімейні цінності і будь-які інші загальнолюдські цінності, здатні відвернути від служіння керівному режиму.
- Завзято підтримує будь-які державні починання, навіть найбезглуздіші і відверто абсурдні (наприклад, ідеї Антистатевої спілки).
- Шукає шпигунів і думкозлочинців у своєму оточенні.
- Ставить державні інтереси понад особисті.
- Фанатично відданий партії або іншій політичній силі, яка перебуває при владі.
- Будь-яке завдання партії сприймає як персональне бойове завдання і готовий до самопожертви заради виконання службового обов'язку.
- Не існує насправді.

Останнє є найголовнішим фактором усієї концепції, оскільки «страхує» її від непередбачуваних обставин: вигаданий герой не може перекреслити свої попередні заслуги, зрадивши, здатися в полон, втекти до супротивника або ж просто все кинути і піти на всі чотири сторони, сказавши, що йому все це набридло, не може він і переглянути свої ідеали і погляди на світ, оскільки їх немає — вони лише вигадані тими ж авторами, ким і вигаданий він сам і всі його заслуги. Його героїчний ореол невразливий і недосяжний саме завдяки тому, що його насправді немає.

## Алюзії в інших творах
У романі Generation «П» російського письменника Віктора Пелевіна, що є своєрідною переробкою «1984» на російських реаліях початку 1990-х років, головний герой Вавилон Татарський, також зайнятий у сфері обдурювання народних мас, тільки вже не соціалістичною, а комерційною пропагандою, заглиблюючись у нетрі рекламної справи, переконується, що книга Девіда Огілві «Визнання рекламіста» містить більшість відповідей на нові й нові питання:
| Ліві лапки | Татарський поважав Девіда Огілві; в глибині душі він вважав, що це той самий персонаж «1984» Джорджа Орвелла, який виник на секунду в уяві головного героя, зробив віртуальний подвиг і зник в океані небуття. Те, що Товариш Огілві, попри свою подвоєну нереальність, все-таки виплив на бережок, закурив люлечку, надів твідовий піджак і став всесвітньо визнаним асом реклами, наповнювало Татарського містичним захопленням перед своєю професією.Оригінальний текст (рос.) Татарский уважал Дэвида Огилви; в глубине души он полагал, что это тот самый персонаж «1984» Джорджа Оруэлла, который возник на секунду в воображении главного героя, совершил виртуальный подвиг и исчез в океане небытия. То, что Товарищ Огилви, несмотря на свою удвоенную нереальность, всё-таки выплыл на бережок, закурил трубочку, надел твидовый пиджак и стал всемирно признанным асом рекламы, наполняло Татарского мистическим восхищением перед своей профессией. | Праві лапки |

У фільмі «Хвіст крутить собакою» показано подібні технології героїзації сержанта Вільяма Шуманна в період вигаданої військової кампанії в Албанії, тоді, коли напередодні майбутніх президентських виборів необхідно відвернути громадську думку від адюльтеру першої особи держави.